# Communes de la province de L'Aquila
- Haut – A
- B
- C
- D
- E
- F
- G
- H
- I
- J
- K
- L
- M
- N
- O
- P
- Q
- R
- S
- T
- U
- V
- W
- X
- Y
- Z

## A
- Acciano
- Aielli
- Alfedena
- Anversa degli Abruzzi
- Ateleta
- Avezzano

## B
- Balsorano
- Barete
- Barisciano
- Barrea
- Bisegna
- Bugnara

## C
- Cagnano Amiterno
- Calascio
- Campo di Giove
- Campotosto
- Canistro
- Cansano
- Capestrano
- Capistrello
- Capitignano
- Caporciano
- Cappadocia
- Carapelle Calvisio
- Carsoli
- Castel del Monte
- Castel di Ieri
- Castel di Sangro
- Castellafiume
- Castelvecchio Calvisio
- Castelvecchio Subequo
- Celano
- Cerchio
- Civita d'Antino
- Civitella Alfedena
- Civitella Roveto
- Cocullo
- Collarmele
- Collelongo
- Collepietro
- Corfinio

## F
- Fagnano Alto
- Fontecchio
- Fossa

## G
- Gagliano Aterno
- Gioia dei Marsi
- Goriano Sicoli

## I
- Introdacqua

## L
- L'Aquila
- Lecce nei Marsi
- Luco dei Marsi
- Lucoli

## M
- Magliano de' Marsi
- Massa d'Albe
- Molina Aterno
- Montereale
- Morino

## N
- Navelli

## O
- Ocre
- Ofena
- Opi
- Oricola
- Ortona dei Marsi
- Ortucchio
- Ovindoli

## P
- Pacentro
- Pereto
- Pescasseroli
- Pescina
- Pescocostanzo
- Pettorano sul Gizio
- Pizzoli
- Poggio Picenze
- Prata d'Ansidonia
- Pratola Peligna
- Prezza

## R
- Raiano
- Rivisondoli
- Rocca Pia
- Rocca di Botte
- Rocca di Cambio
- Rocca di Mezzo
- Roccacasale
- Roccaraso

## S
- San Benedetto dei Marsi
- San Benedetto in Perillis
- San Demetrio ne' Vestini
- San Pio delle Camere
- San Vincenzo Valle Roveto
- Sant'Eusanio Forconese
- Sante Marie
- Santo Stefano di Sessanio
- Scanno
- Scontrone
- Scoppito
- Scurcola Marsicana
- Secinaro
- Sulmona

## T
- Tagliacozzo
- Tione degli Abruzzi
- Tornimparte
- Trasacco

## V
- Villa Sant'Angelo
- Villa Santa Lucia degli Abruzzi
- Villalago
- Villavallelonga
- Villetta Barrea
- Vittorito